# Ибрагимовский (платформа)
Ибрагимовский  (также - Ибрагимово) — остановочный пункт на двухпутной электрифицированной линии Дёма — Карламан Башкирского региона Куйбышевской железной дороги. Находится в деревне разъезда Ибрагимово Савалеевского сельсовета Кармаскалинского района республики Башкортостан.

## Расположение и инфраструктура
Остановочный пункт расположен в деревне разъезда Ибрагимово, находясь с ее северной стороны. С южной платформы имеется выход к грунтовой автодороге. В 4 километрах по прямой или в 6 километрах по автодороге к северо-востоку расположена деревня Ибрагимово.
Остановочный пункт имеет две низких боковых платформы. Вокзала и железнодорожных билетных касс нет. Коммерческие операции, осуществляемые по станции: посадка и высадка пассажиров на (из) поезда пригородного и местного сообщения. Приём и выдача багажа не производятся.

## Дальнее сообщение
Пассажирские поезда дальнего следования № 345/346 Нижневартовск - Адлер, № 371/372 Уфа - Андижан, № 381/382 Уфа - Ташкент, № 675/676 Уфа — Сибай (с ВБС Москва-Казанская — Магнитогорск) стоянки на остановочном пункте Ибрагимовский не имеют.
Движение поездов сообщением Уфа-Ташкент и Уфа-Андижан временно отменено решением Узбекских железных дорог в связи с угрозой распространения коронавируса.

## Пригородное сообщение
Остановочный пункт Ибрагимовский является промежуточным для всех пригородных поездов. По состоянию на декабрь 2020 года пригородное сообщение осуществляется электропоездами ЭД4М, а также рельсовыми автобусами РА1 и РА2 по следующим направлениям:
- Уфа — Инзер (ежедневно, 2 пары электропоездов, утренняя пара на Инзер по будням курсирует в сообщении Шакша - Уфа - Инзер, по выходным - Улу-Теляк - Уфа - Инзер, время в пути от/до Уфы — от 1 часа 5 минут до 1 часа 8 минут, от/до Инзера — от 2 часов 25 минут до 2 часов 47 минут)
- Стерлитамак — Уфа (ежедневно, 1 пара дизельных поездов, время в пути от/до Уфы от 1 часа 9 минут до 1 часа 14 минут, от/до Стерлитамака — от 2 часов 17 минут до 2 часов 21 минуты)
- Приуралье — Улу-Теляк (ежедневно, 1 утренний электропоезд, обратного поезда сообщением Улу-Теляк — Приуралье нет; время в пути от Приуралья - 35 минут, до Улу-Теляка - 3 часа 1 минута)